# 貴徳県
貴徳県（きとく-けん）は中華人民共和国青海省海北チベット族自治州に位置する県。黄河右岸にあたる。中国中心部から青海省への物資の入出路にあたる。かつてチベット族の居住地だったが、元の頃に城が築かれた。その後、改廃があったものの中華民国に至って県が設置されている。

## 行政区画
- 鎮:河陰鎮、河西鎮、拉西瓦鎮、常牧鎮
- 郷:河東郷、尕譲郷
- 民族郷:新街回族郷

## 名所
- 玉皇閣
- 文昌廟
- 珍珠寺

## 出身者
- ペマ・ツェテン - 映画監督、小説家